# Belciana particolor
Belciana particolor är en fjärilsart som beskrevs av Louis Beethoven Prout 1924. Belciana particolor ingår i släktet Belciana och familjen nattflyn. Inga underarter finns listade i Catalogue of Life.